# IC 1815
IC 1815 ist eine linsenförmige Galaxie vom Hubble-Typ SB0 im Sternbild Triangulum am Nordsternhimmel. Sie ist schätzungsweise 215 Millionen Lichtjahre von der Milchstraße entfernt und hat einen Durchmesser von etwa 90.000 Lj.

Im selben Himmelsareal befinden sich u. a. die Galaxien NGC 969, NGC 973, NGC 974 und NGC 978.
Das Objekt wurde am 20. Januar 1898 von Stéphane Javelle entdeckt.